# Светско првенство у атлетици на отвореном 2017 — штафета 4 × 400 метара за жене
Трка штафета 4 х 400 метара у женској конкуренцији на Светском првенству у атлетици 2017. у Лондону одржана је 12. и 13. августа на Олимпијском стадиону.
Титулу светских првакиња из Пекинга 2015. бранила је штафета Јамајке.

## Земље учеснице
Учествовале су 74 атлетичарке из 16 земаља.
1. Аустралија (4)
2. Бахаме (4)
3. Боцвана (4)
4. Индија (4)
5. Италија (4)
6. Јамајка (6)
7. Јужноафричка Република (4)
8. Канада (4)
9. Немачка (5)
10. Нигерија (5)
11. Пољска (6)
12. САД (6)
13. Уједињено Краљевство (6)
14. Украјина (4)
15. Француска (4)
16. Холандија (4)

## Освајачи медаља
|                                                                       |                                                                                |                                                                                    |
| САД · Кванера Хејз, · Алисон Филикс, · Шакима Вимбли, · Филис Франсис | Уједињено Краљевство · Зои Кларк, · Лави Нилсен, · Ејлид Дојл, · Емили Дајмонд | Пољска · Малгожата Холуб, · Ига Баумгарт, · Александра Гаворска, · Јустина Свјенти |

## Рекорди
| Рекорди пре почетка Светског првенства 2017.     | Рекорди пре почетка Светског првенства 2017.                                                             | Рекорди пре почетка Светског првенства 2017. | Рекорди пре почетка Светског првенства 2017. | Рекорди пре почетка Светског првенства 2017. |
| ------------------------------------------------ | --- | -------------------------------------------- | -------------------------------------------- | -------------------------------------------- |
| Олимпијски рекорди                               | Совјетски Савез · (Татјана Ледовскаја, Олга Назарова, Марија Кулчунова, Олга Бризгина)                   | 3:15,17                                      | Сеул, Јужна Кореја                           | 1. октобар 1988.                             |
| Светски рекорд                                   | Совјетски Савез · (Татјана Ледовскаја, Олга Назарова, Марија Кулчунова, Олга Бризгина)                   | 3:15,17                                      | Сеул, Јужна Кореја                           | 1. октобар 1988.                             |
| Рекорд светских првенстава                       | Сједињене Државе · (Гвен Торенс, Мејсел Малон-Волас, Наташа Кајзер, Џерл Мајлс-Кларк)                    | 3:16,71                                      | Штутгарт, Немачка                            | 22. август 1993.                             |
| Најбољи светски резултат сезоне                  | Сједињене Државе − Универзитет Орегона · (Makenzie Dunmore, Дејжа Стивенс, Elexis Guster, Raevyn Rogers) | 3:19,39                                      | Јуџин, САД                                   | 10. јун 2017.                                |
| Европски рекорд                                  | Совјетски Савез · (Татјана Ледовскаја, Олга Назарова, Марија Кулчунова, Олга Бризгина)                   | 3:15,17                                      | Сеул, Јужна Кореја                           | 1. октобар 1988.                             |
| Северноамерички рекорд                           | Сједињене Државе · (Денин Хауард-Хил, Дајана Диксон, Валери Бриско-Хукс, Флоренс Грифит Џојнер)          | 3:15,51                                      | Сеул, Јужна Кореја                           | 1. октобар 1988.                             |
| Јужноамерички рекорд                             | Бразил · (Жеиса Апаресида Котињо, Барбара де Оливеира, Јоелма Соуса, Јаилма де Лима)                     | 3:26,68                                      | Сао Пауло, Бразил                            | 7. август 2011.                              |
| Афрички рекорд                                   | Нигерија · (Олабиси Афолаби, Фатима Јусуф, Черити Опара, Falilat Ogunkoya)                               | 3:21,04                                      | Атланта, САД                                 | 3. август 1996.                              |
| Азијски рекорд                                   | Кина · (Сјаохунгg Ан, Сјаојуен Бај, Чуенјинг Цао, Јућин Ма)                                              | 3:24,28                                      | Пекинг, Кина                                 | 13. септембар 1993.                          |
| Океанијски рекорд                                | Аустралија · (Нова Перис, Тамсин Ману, Мелинда Гејнсфорд-Тејлор, Кети Фриман)                            | 3:23,81                                      | Сиднеј, Аустралија                           | 30. септембар 2000.                          |
| Рекорди после завршеног Светског првенства 2017. | |                                              |                                              |                                              |
| Најбољи светски резултат сезоне                  | САД · (Кванера Хејз, Кендал Елис, Шакима Вимбли, Наташа Хејстингс)                                       | 3:21,66                                      | Лондон, Уједињено Краљевство                 | 12. август 2017.                             |
| Најбољи светски резултат сезоне                  | САД · (Кванера Хејз, Алисон Филикс, Шакима Вимбли, Филис Франсис)                                        | 3:19,02                                      | Лондон, Уједињено Краљевство                 | 13. август 2017.                             |

## Критеријум квалификација
Осам штафета се квалификовало као финалисти Светског првенства у такмичењу штафета 2017. године. и осам најбољих са ранг листе 2016/17.
1. Сједињене Државе (3:24,36)
2. Пољска (3:28,28)
3. Јамајка (3:28,49)
4. Велика Британија  (3:28,72)
5. Аустралија (3:28,80)
6. Боцвана (3:30,13)
7. Нигерија (3:32,94)
8. Француска (3:35,03)

Других 8 штафета пласирале су се на основу најбољих резултата постигнутим између 1. јануара 2016. и 23. јула 2017.
1. Италија (3:25.16)
2. Бахаме (3:26.36)
3. Холандија (3:26.98)
4. Украјина (3:28.02)
5. Немачка (3:28.47)
6. Јужна Африка (3:28.49)
7. Индија (3:31.34)
8. Канада (3:33.54)

У загради су резултати остварени у периоду од 1. 1. 2016. до 23. 7. 2017.

## Сатница
| Датум            | Време | Коло          |
| ---------------- | ----- | ------------- |
| 12. август 2017. | 11:20 | Квалификације |
| 13. август 2017. | 20:55 | Финале        |

Сва времена су по локалном времену (UTC+1)

## Резултати

### Квалификације
У квалификацијама су учествовале 16 екипа, подељене у 2 групе. У финале су се пласирале по три првопласиране из група (КВ) и две на основу постигнутог резултата (кв).,,
| Поз. | Гру. | Ста. | Атлетичарке                                                                       | Штафета                | НР      | Вр.     | Бел.    |
| ---- | ---- | ---- | --------------------------------------------------------------------------------- | ---------------------- | ------- | ------- | ------- |
| 1.   | 1    | 7    | Кванера Хејз, Кендал Елис, Шакима Вимбли, Наташа Хејстингс                        | САД                    | 3:15,51 | 3:21,66 | КВ, СРС |
| 2.   | 2    | 5    | Анастасија Ле-Рој, Анејша Маклохлин-Вилби, Крисан Гордон, Стефани Ен Макферсон    | Јамајка                | 3:18,71 | 3:23,64 | КВ, НРС |
| 3.   | 1    | 8    | Зои Кларк, Лави Нилсен, Пери Шејкс-Дрејтон, Емили Дајмонд                         | Уједињено Краљевство   | 3:20,04 | 3:24,74 | КВ, НРС |
| 4.   | 2    | 2    | Patience Okon George, Глори Ономе Натаниеле, Емералд Егвим, Јинка Ајаји           | Нигерија               | 3:21,04 | 3:25,40 | КВ, НРС |
| 5.   | 2    | 3    | Рут Софија Спелмајер, Надин Гонска, Свеа Кехрбрик, Лаура Милер                    | Немачка                | 3:22,34 | 3:26,24 | КВ, НРС |
| 6.   | 2    | 9    | Малгожата Холуб, Патриција Вићшкиевич, Мартина Дабровска, Ига Баумгарт            | Пољска                 | 3:24,49 | 3:26,47 | кв, НРС |
| 7.   | 1    | 4    | Кристин Ботлогетсве, Лидија Јеле, Галефеле Мороко, Амантле Моншо                  | Боцвана                | 3:30,13 | 3:26,90 | КВ, НР  |
| 8.   | 1    | 6    | Дебора Сананес, Естел Перосијер, Ањес Рахаролахи, Елеа Маријама Дијара            | Француска              | 3:22,34 | 3:27,59 | кв, НРС |
| 9.   | 2    | 7    | Марија Бенедикта Чигболу, Марија Енрика Спача, Либанија Гренот, Ајомиде Фолорунсо | Италија                | 3:25,16 | 3:27,81 | НРС     |
| 10.  | 1    | 9    | Anneliese Rubie, Ела Коноли, Лорен Велс, Морган Мичел                             | Аустралија             | 3:23,81 | 3:28,02 | НРС     |
| 11.  | 1    | 3    | Карлин Муир, Eјана Стиверне, Травиа Џонс, Наташа Макдоналд                        | Канада                 | 3:21,21 | 3:28,47 | НРС     |
| 12.  | 2    | 8    | Катерина Климик, Олга Бибик, Тетјана Мелник, Анастасија Бризхина                  | Украјина               | 3:21,94 | 3:31,84 |         |
| 13.  | 2    | 4    | Џастин Палфраман, Гена Лофстранд, Аријана Нел, Венда Нел                          | Јужноафричка Република | 3:24,28 | 3:37,82 | НРС     |
|      | 2    | 6    | Lanece Clarke, Кристин Амертил, Антоник Стракан, Shaquania Dorsett                | Бахаме                 | 3:26,36 | НЗ      |         |
|      | 1    | 2    | Jisna Mathew, Пувама Рају Мачетира, Анилда Томас, Нирмла                          | Индија                 | 3:26,89 | Диск.   |         |
|      | 1    | 5    | Madiea Ghafoor, Лисан де Вите, Лаура Де Вите, Ева Ховенкамп                       | Холандија              | 3:26,98 | Диск.   |         |

### Финале
Такмичење је одржано 13. августа 2017. године са почетком у 20:55 по локалном времену.,
| Пласман | Стаза | Штафета                                                                            | Атлетичарке          | Време   | Белешке |
| ------- | ----- | ---------------------------------------------------------------------------------- | -------------------- | ------- | ------- |
|         | 4     | Кванера Хејз, Алисон Филикс, Шакима Вимбли, Филис Франсис                          | САД                  | 3:19,02 | СРС     |
|         | 5     | Зои Кларк, Лави Нилсен, Ејлид Дојл, Емили Дајмонд                                  | Уједињено Краљевство | 3:25,00 |         |
|         | 3     | Малгожата Холуб, Ига Баумгарт, Александра Гаворска, Јустина Свјенти                | Пољска               | 3:25,41 | НРС     |
| 4.      | 2     | Естел Перосијер, Дебора Сананес, Ањес Рахаролахи, Елеа Маријама Дијара             | Француска            | 3:26,56 | НРС     |
| 5.      | 7     | Patience Okon George, Abike Funmilola Egbeniyi, Глори Ономе Натаниеле, Јинка Ајаји | Нигерија             | 3:26,72 |         |
| 6.      | 9     | Рут Софија Спелмајер, Лаура Милер, Надин Гонска, Хана Мергенталер                  | Немачка              | 3:27,45 |         |
| 7.      | 9     | Кристин Ботлогетсве, Лидија Јеле, Галефеле Мороко, Амантле Моншо                   | Боцвана              | 3:28,00 |         |
| 8.      | 3     | Крисан Гордон, Анејша Маклохлин-Вилби, Шерика Џексон, Новлин Вилијамс-Милс         | Јамајка              | НЗ      |         |